# Alsten
Alsten, ook wel Alsta of Alstein genoemd, is een eiland in de gemeenten Alstahaug en Leirfjord, Nordland in Noorwegen. In het noorden ligt het aan de fjord Vefsnfjord, in het oosten aan de Leirfjorden en in het zuiden en westen aan de Alstenfjorden. Het oosten van het eiland wordt gedomineerd door het Zeven zusters gebergte. Het westen van het eiland is relatief vlak en omvat de dorpen Sandnessjøen en Søvika. 
Het eiland is 30 kilometer lang en heeft een oppervlakte van 153 km². Het hoogste punt van het eiland is de 1.072 meter hoge berg Botnkrona.
Alsten is via twee bruggen verbonden met het vasteland. In het noorden loopt de Fylkesvei 17 snelweg over de Helgelandbrug van de gemeente Leirfjord naar het eiland. Deze snelweg loopt door naar het zuiden van het eiland waar het via bruggen naar de eilanden Offersøya en Tjøtta doorloopt. In het oosten is het dorp Sundøy via de Sundøybrug verbonden met het vasteland.

## Het Zeven zusters gebergte
In het oosten van Alsten ligt het Zeven zusters gebergte (De syv søstre). Dit gebergte bestaat uit de volgende zeven bergen:
- Botnkrona (1.072 m)
- Grytfoten (1.019 m)
- Skjæringen (1.037 m)
- Tvillingene ("de tweeling") (945 m en 980 m)
- Kvasstinden (1.010 m)
- Breitinden (910 m)

## Galerij

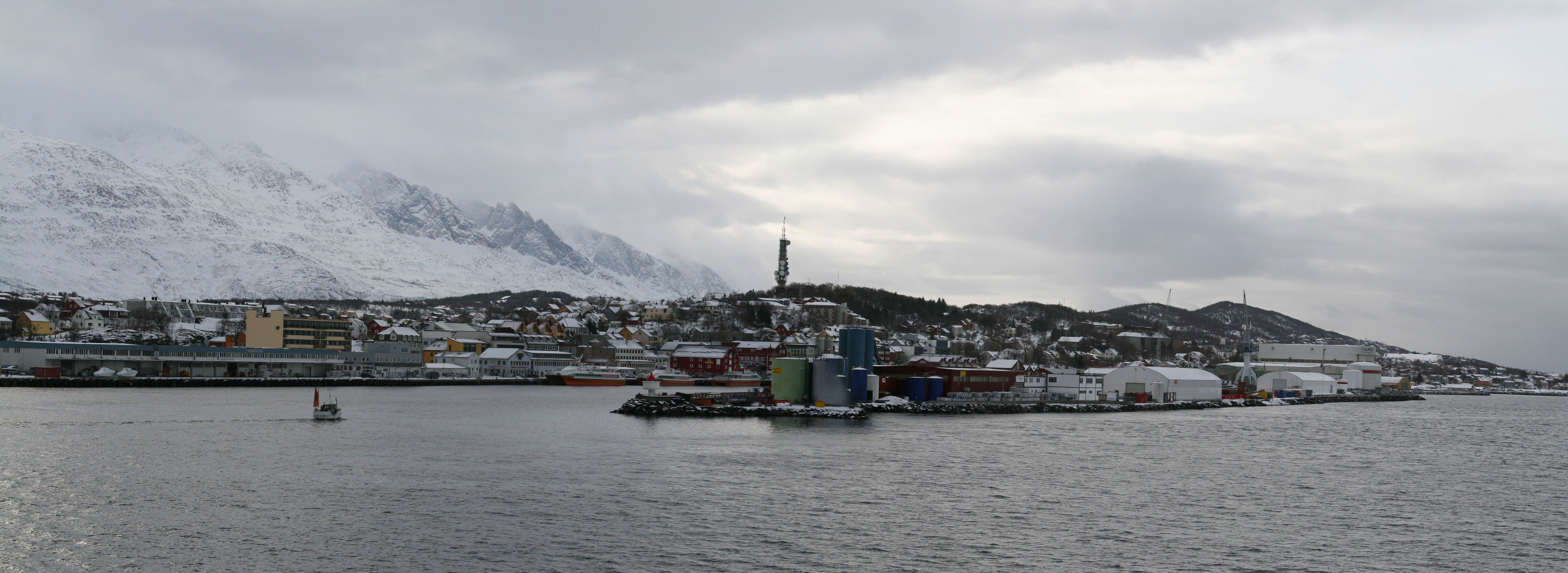
Het dorp Sandnessjoen
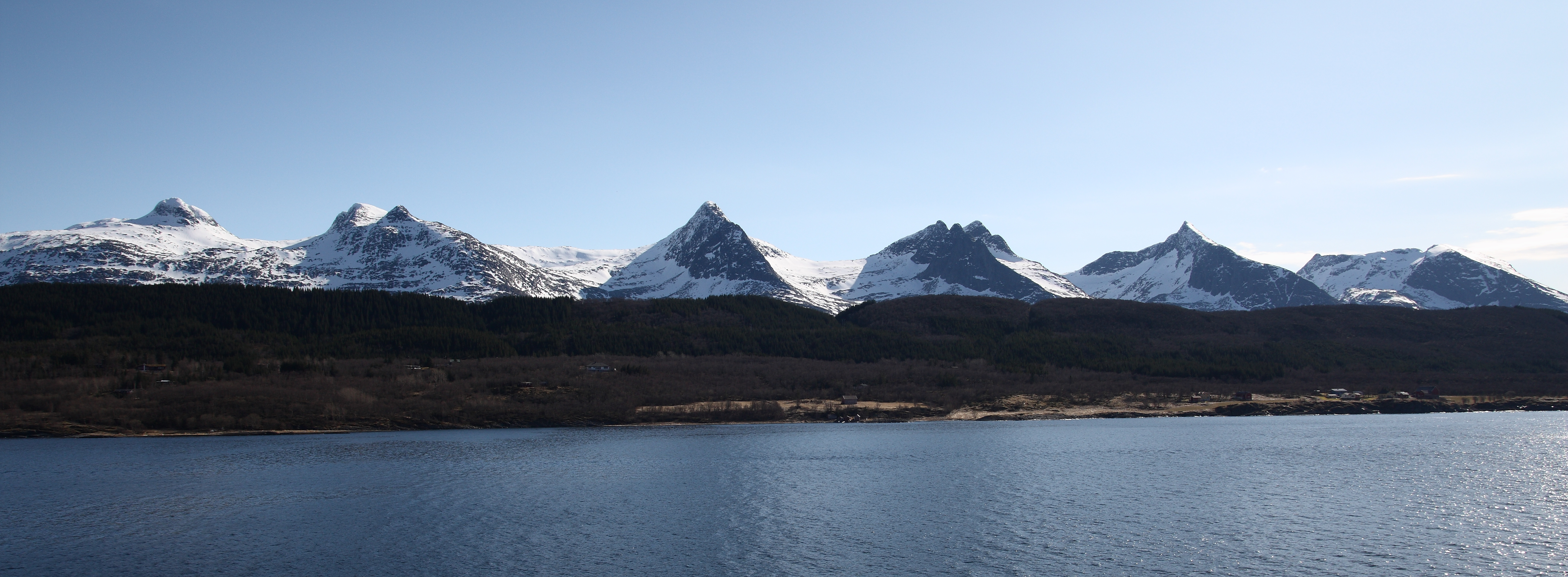
Het Zeven zusters gebergte
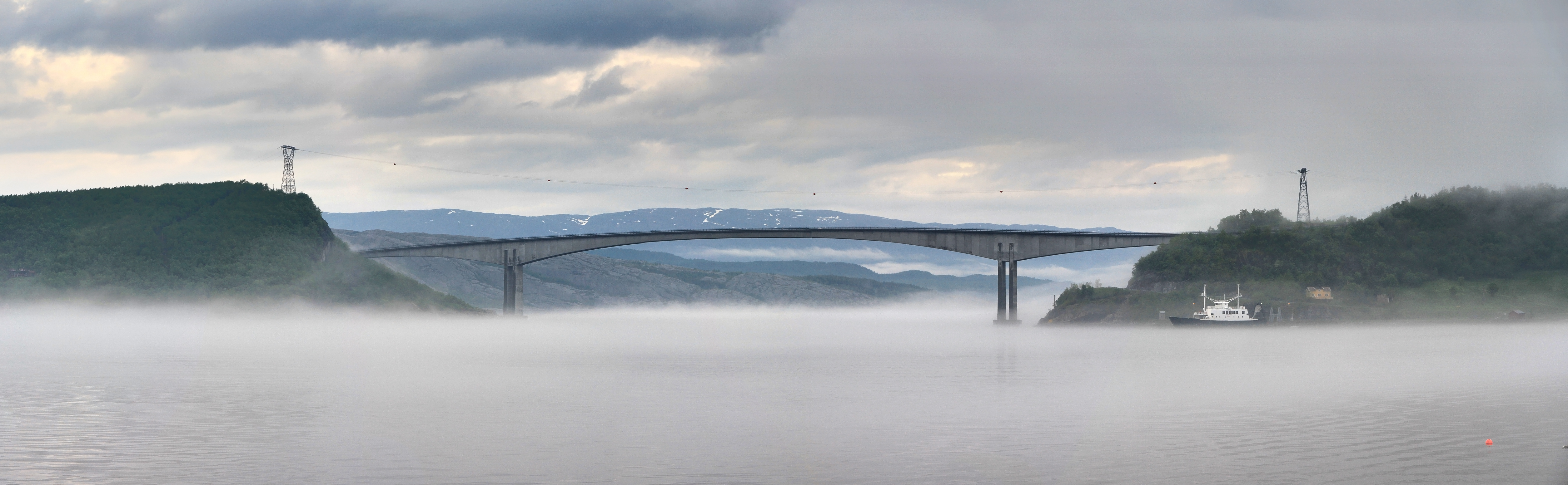
Sundøybrug
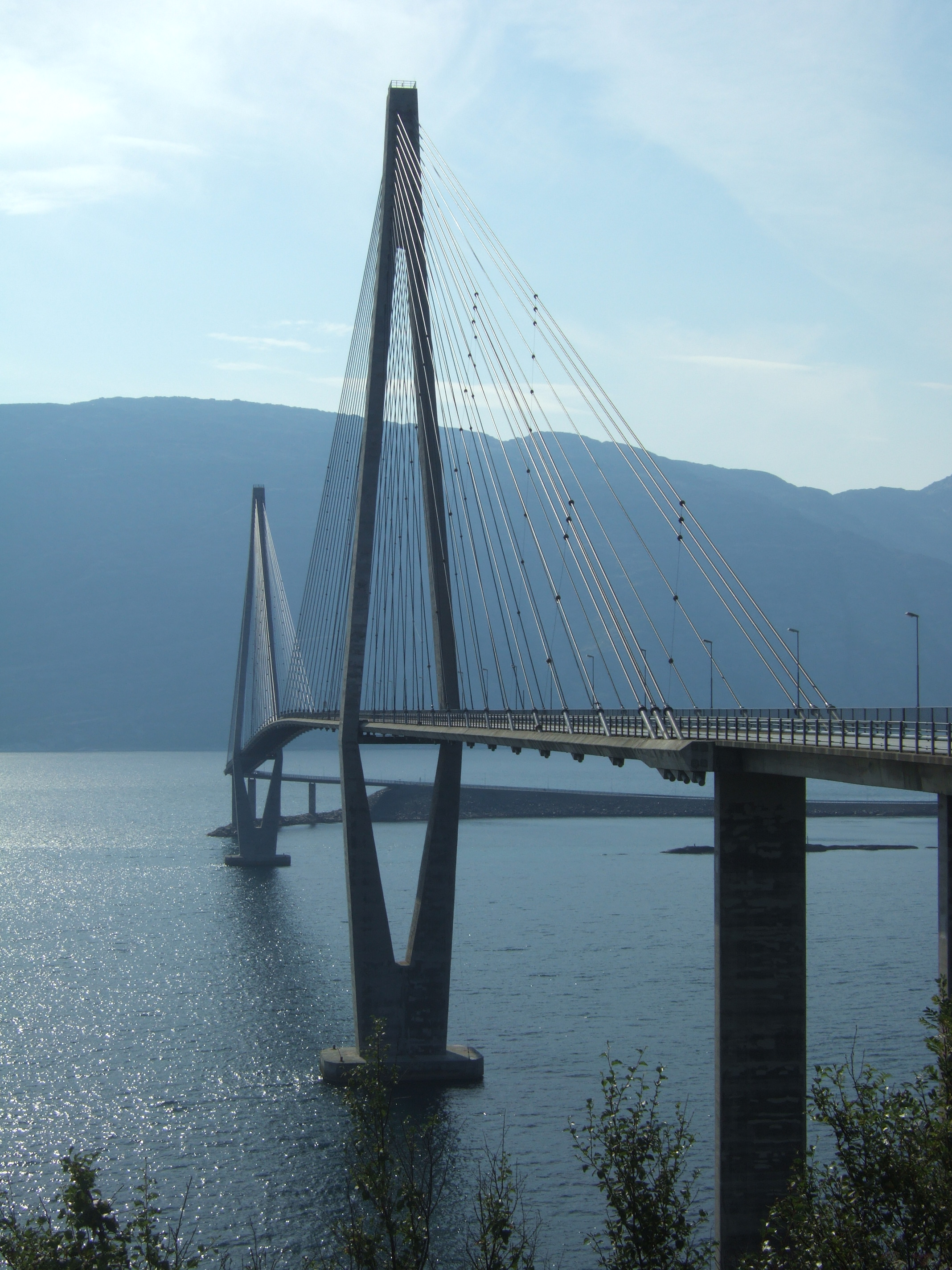
Helgelandbrug